# كاتدرائية القديس فلاديمير (سيفاستوبول)
كاتدرائية القديس فلاديمير (بالروسية: Владимирский собор В6 Севастополь) هي كنيسة أرثدوكسية تقع في مدينة سيفاستوبول تم بناؤها عام 1854م كنصب تذكاري ومقبرة لبعض ضباط و أدميرالات البحرية الروسية.
لتمييزها عن كاتدرائية القديس فلاديمير في تشيرسونيوس، تسمى عادة "قبو دفن الأدميرال" أو "مقبرة الأدميرالات".

## التاريخ
بدأ تاريخ الكاتدرائية في عام 1825م، عندما طلب قائد أسطول البحر الأسود الأدميرال أليكسي جريج، من الإمبراطور ألكسندر الأول إقامة كنيسة كنصب تذكاري في تشيرسونيسوس حيث تم تعميد الأمير فلاديمير؛ ولكن وفاة الإمبراطور أجّلت المشروع لاحقاً.
في عام 1829م أعلن شقيقه الإمبراطور نيكولاي الأول عن إنشاء مسابقة لتصميم الكنيسة الجديدة، وتمت الموافقة على مشروع المهندس المعماري قسطنطين ثون والذي كان عبارة عن معبد مكعب ذو قبب خمس على الطراز الروسي البيزنطي، لكن هذا المشروع لم يتم تنفيذه بالمستقبل، وذلك بناءً على طلب الأدميرال ميخائيل لازاريف عام 1842 بنقل الكنيسة من تشيرسونيسوس إلى التل المركزي في سيفاستوبول، وأيضاً تم تغيير التصميم المعماري الأصلي واستكماله من قبل المهندس المعماري أليكسي أفدييف عام 1862م.
تم جمع الأموال الخاصة بالبناء من خلال التبرعات من جميع أنحاء روسيا والتي استغرقت أكثر من اثني عشر عاما. في عام 1842م لم يكن البناء قد بدأ بعد، لذلك طلب الأدميرال ميخائيل لازاريف من الإمبراطور نيكولاي الأول نقل الكاتدرائية من تشيرسونيسوس إلى وسط مدينة سيفاستوبول - حيث كان هناك عدد قليل من الكنائس الأرثوذكسية في المدينة في ذلك الوقت - لذلك تمت الموافقة على طلبه.
بدأ العمل التحضيري في عام 1848، وكان رئيس لجنة البناء زاخار اركاس، وبعد ثلاث سنوات، في عام 1851، توفي الأدميرال ميخائيل لازاريف الذي أشرف عليها، وتقرر دفنه في سرداب مبني خصيصاً أسفل الكاتدرائية المستقبلية.
تم وضع حجر الأساس للكاتدرائية في 15 يوليو 1854 وسط احتفال رسمي، وبحلول بداية حصار سيفاستوبول في 17 أكتوبر من نفس العام، توقف البناء وقد تم بناء الأساس فقط. أثناء حصار المدينة، تم دفن ثلاثة أدميرالات إلى جانب ميخائيل لازاريف وجميعهم كانوا من طلابه، وهم: الأدميرال فلاديمير كورنيلوف، والأدميرال فلاديمير استومن، والأدميرال بافل ناخيموف؛ بعد ذلك، أصبحت تسمى الكاتدرائية "مقبرة الأدميرالات".
في عام 1858 أستؤنف عمل بناء الكاتدرائية بعدما أصبحت أهم نصب تذكاري للمجد العسكري في سيفاستوبول، لذلك في عام 1861 تقرر إعادة صياغة المشروع السابق وتمت دعوة المهندس المعماري أليكسي أفدييف مؤلف كنيسة القديس نيكولاس على الجانب الشمالي من سيفاستوبول.
لم يكن أفدييف مؤيداََ للإسلوب الروسي البيزنطي التقليدي بقبابه الخمس الإلزامية، والتي كان من أتباعها مؤلف المشروع السابق قسطنطين ثون؛ لذلك قرر التخلي عن مشروع الكاتدرائية ذات القباب الخمس واستبدالها بكاتدرائية ذات قبة واحدة.
في 1881 تم الإنتهاء من بناء الطابق السفلي وتكريسه.
قام أفدييف بتزيين القبو الموجود في الكاتدرائية ووضع فيه صليب أرضي نُقش على كل طرف فيه اسم أحد الأدميرالات الأربعة المشهورين.
توفي المهندس أفدييف عام 1885م، وبعد ثلاث سنوات، في أكتوبر 1888م تم الإنتهاء من بناء الكاتدرائية.
بلغ ارتفاع الكاتدرائية 32،5 متر وعرضها أكثر من عشرين متر.
أمر الإمبراطور ألكسندر الثالث بوضع لوحات من الرخام عليها أسماء وألقاب الأدميرالات وكبار ضباط الإدارة البحرية الذين قتلوا أو ماتوا متأثرين بجروحهم أثناء حرب القرم.
في الفترة حتى عام 1920م، تم دفن تسعة بحارة آخرين في كاتدرائية القديس فلاديمير، كما تمت إضافة على جدران الكنيسة العلوية لوحات تذكارية تحمل 72 اسماً من البحارة الذين أصبحوا فرساناً في وسام القديس جورج.

#### الفترة السوفييتية
بعد وصول البلاشفة الى السلطة وتحديداً عام 1932م، أُغلقت الكاتدرائية وتم تحويلها إلى وُرش عمل تابعة للطيران السوفييتي.
خلال الحرب الوطنية العظمى، تعرض قبو دفن الأدميرال لأضرار جسيمة أسفرت عن تدمير الواجهة الشمالية وتحطم القبة، ولم يتبق سوى القليل من اللوحات التذكارية، وكان المعبد بمثابة ملجأ للجرحى، ومستودع للأسلحة والذخائر.
ظلت الكاتدرائية في حالة خراب لمدة 20 عاماً حتى عام 1965م حينما تم اتخاذ قرار بترميمها.
سار الانتعاش ببطء شديد بسبب سنوات عديدة من الخراب.
في عام 1973م تم إدراجها ضمن متحف الدفاع البطولي في سيفاستوبول. وفي عام 1991م، فحصت لجنة خاصة القبو، ووجدت شظايا من العظام بين الأنقاض، والتي فيما بعد تم اكتشاف أنها تعود للأدميرالات الأربعة المشهورين.
في الوقت نفسه، وبعد انهيار الاتحاد السوفييتي، تم تكريس الكاتدرائية مرة أخرى واستؤنفت العبادة. وبعد عام، وتحديداً في 29 فبراير 1992، تم إعادة دفن رفات الأدميرالات المشهورين في قبو الكاتدرائية وأقيم حفل رسمي، وكان من بين الحاضرين أحفادهم.
من عام 2011 إلى 2014 تم إجراء ترميم شامل لكاتدرائية القديس فلاديمير وتمت إعادة اللوحات الجدارية وزخرفة الجدران والقبة وتم تعزيز أساس المبنى، وتم ترميم اللوحات التذكارية بأسماء الأدميرالات، وأيضاً تم ترميم الصليب فوق قبة المعبد وتمت إضافة عشر أجراس على برج الجرس في الكاتدرائية.
في 16 نوفمبر 2018، أصدر بنك روسيا عملة فضية بقيمة اسمية قدرها 3 روبل نُقش عليها "كاتدرائية القديس فلاديمير (قبر الأدميرال) سيفاستوبول" وهي من سلسلة "المعالم المعمارية لروسيا".

## قائمة الأدميرالات المدفونين في الكاتدرائية
ميخائيل بتروفيتش لازاريف أدميرال وقائد بحري وأحد مكتشفين القارة القطبية الجنوبية.
القائد الرئيسي لأسطول البحر الأسود، وفي الوقت نفسه، الحاكم العسكري لسيفاستوبول.
في عام 1826 تولى قيادة السفينة "آزوف" التي شاركت في هزيمة الأسطول الإمبراطوري العثماني عام 1827.
عمل كمرشد للعديد من قادة البحرية الروسية المشهورين. توفي في فيينا عام 1851م وتم نقل جثمانه إلى رُوسيا حيث تم دفنه في الكاتدرائية.
فلاديمير ألكسيفيتش كورنيلوف نائب أميرال وقائد عسكري. رئيس أركان أسطول البحر الأسود ومنظم دفاع سيفاستوبول أثناء حِصارها عام 1854.
في عام 1827 شارك في معركة نافارين والحرب الروسية العثمانية (1828-1829). منذ عام 1851 بعد وفاة ميخائيل لازاريف، أصبح القائد الفعلي لأسطول البحر الأسود.
يعتبر من مؤسسي أساليب التمركز في الحرب. توفي في 5 أكتوبر 1854 في معاقل مالاخوف كورغان وتم دفنه في الكاتدرائية.
فلاديمير إيفانوفيتش إستومن أدميرال وقائد عسكري. اُشتهر بدفاعه عن مدينة سيفاستوبول أثناء حِصارها عام 1854.
خدم في سفينة "آزوف" تحت قيادة ميخائيل لازاريف. شارك في معركة سينوب البحرية عام 1853، والحرب الروسية العثمانية ومعركة نافارين.
توفي في معاقل مالاخوف كورغان في 7 مارس 1855م وتم دفنه في الكاتدرائية.
بافل ستيبانوفيتش ناخيموف أدميرال وقائد عسكري. قاد السرب الروسي في معركة سينوب ودمر الأسطول العثماني.
في 25 فبراير 1855، تم تعيينه حاكمًا مؤقتًا لمدينة سيفاستوبول.
كان يتمتع بأعلى سلطة بين الجنود والبحارة. قاد الدفاع عن المدينة أثناء حصارها حتى وفاته في 28 يونيو 1855م.
بيوتر ألكسندروفيش كاربوف أميرال خلفي وقائد عسكري. ظل مدافعاً عن حامية سيفاستوبول قرابة 349 يوماً أثناء حصارها حتى تم أسره من القوات الفرنسية. توفي عام 1869م.
إيفان أليكسيفيتش شيستاكوف أدميرال وقائد عسكري وكاتب. وزير البحرية الروسية من 11 يناير 1882 حتى وفاته في 21 نوفمبر 1888.
بافل ألكسندروفيتش بيريليشين أدميرال وقائد عسكري. كان طالباً للأدميرال بافل ناخيموف ومساعد نشط للأدميرال فلاديمير استومن في معركة سينوب وفي الدفاع عن سيفاستوبول.
عمدة مدينة سيفاستوبول من 7 فبراير 1872 حتى 1 مارس 1873م. توفي في 28 فبراير عام 1901م.
سيرجي بتروفيتش تيرتوف نائب أدميرال. وقائد عسكري. القائد الرئيسي لأسطول وموانئ البحر الأسود من عام 1898 حتى 1903 والحاكم العسكري لمدينة ميوكلاييف. توفي في سيفاستوبول عام 1903.
غريغوري بافلوفيتش تشوكنين نائب أدميرال وقائد عسكري. قائد أسطول وموانئ البحر الأسود من عام 1904 حتى 1906. اُغتيل عام 1906 وتم دفنه في الكاتدرائية.
فلاديمير بتروفيتش شميدت أدميرال وقائد عسكري. شارك في حرب القرم وفي الدفاع عن سيفاستوبول. مشارك في الحرب الروسية العثمانية (1877-1878).
قائد بارز في أسطول بحر البلطيق. توفي في 25 فبراير 1909 بمدينة تالين، ووفقاً لوصيته، تم دفنه في الكاتدرائية.
إيفان أوسيبوفيتش دي فابر نائب أميرال. رئيس أركان أسطول وموانئ البحر الأسود وبحر قزوين. مشارك في حرب القرم والحرب الروسية العثمانية (1877-1878). توفي في 1 أكتوبر 1910.
إيفان ميخائيلوفيتش ديكوف أدميرال. وزير البحرية الروسية من عام 1907 حتى 1909. عضو مجلس الدولة الروسية من عام 1909 حتى وفاته عام 1914.
ميخائيل بافلوفيتش سابلين نائب أميرال. رئيس القوات البحرية في البحر الأسود من عام 1914 حتى 1918، وقائد أسطول البحر الأسود من 25 مارس 1919 حتى 20 أغسطس 1919. توفي في 17 أكتوبر 1920.

## العمارة والديكور

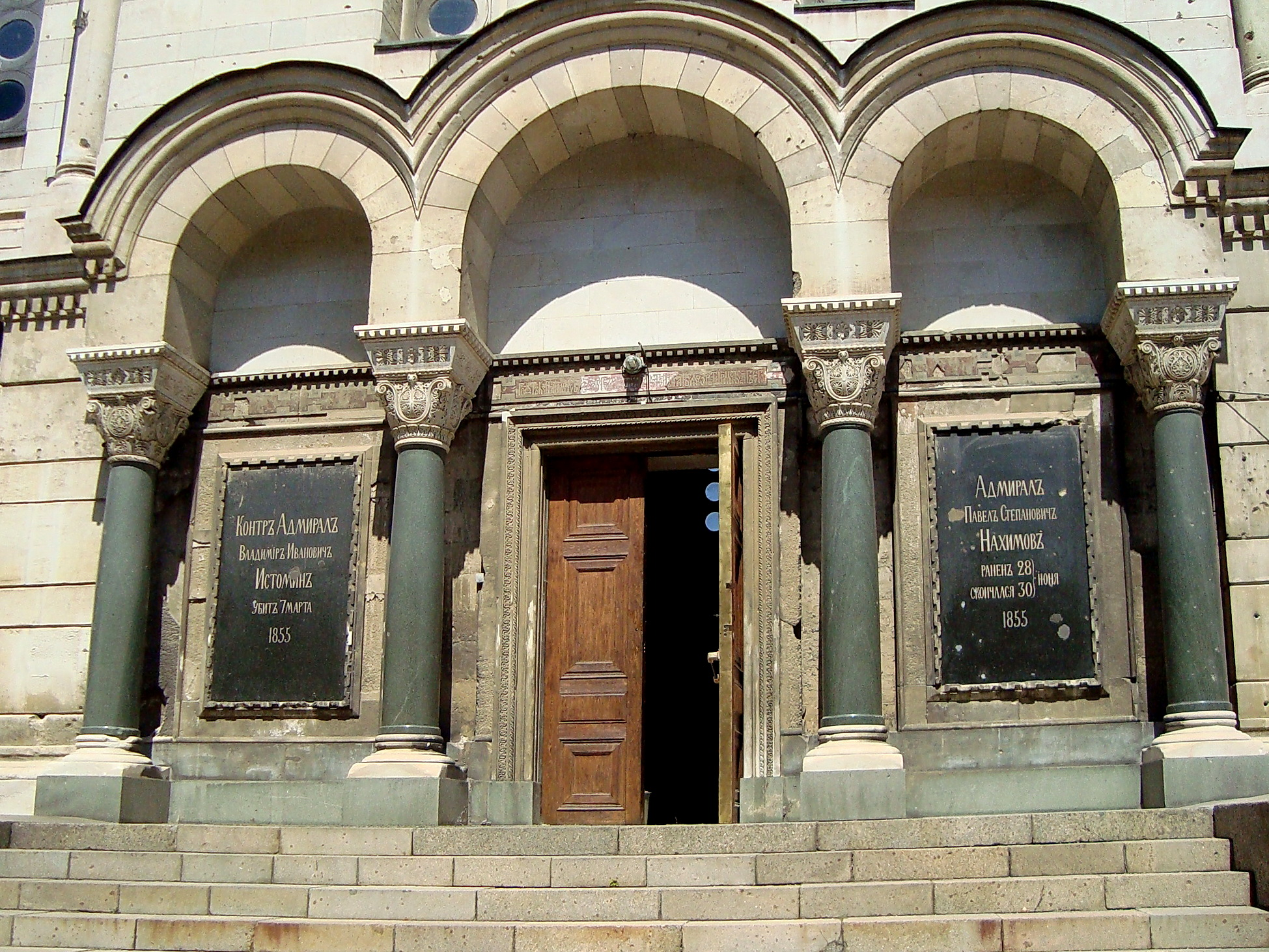
الواجهة الجنوبية

عندما استلم المشروع المهندس المعماري أليكسي أفدييف، أعاد تصميم مشروع ثون مقترحاً جعل المعبد ذو قبة واحدة مع الحفاظ على أبعاده وبعض تصاميمه، وهو مايسمى بالنمط البيزنطي الجديد والذي لاينبغي الخلط بينه وبين الطراز الروسي البيزنطي.
تم الإنتهاء من الكاتدرائية عام 1888 وبلغ ارتفاعها مع الصليب 32،5 متر وعرضها أكثر من عشرين متر.
تم بناء الكاتدرائية من حجر إنكرمان باللونين الأبيض والرمادي. الأعمدة الخارجية تم بناؤها من الديوريت، أما الأعمدة الداخلية فقد تم تغطيتها برخام كرارا.
في الخارج تم تثبيت أربعة ألواح تذكارية على جدران الواجهات الشمالية والجنوبية تحمل أسماء الأدميرالات الأربعة المدفونين وتواريخ حياتهم وهم: ميخائيل لازاريف، وفلاديمير كورنيلوف، وفلاديمير إستومن، وبافل ناخيموف.
بأمر من الإمبراطور ألكسندر الثالث تم وضع لوحات من الرخام عليها أسماء وألقاب الأدميرالات وكبار ضباط الإدارة البحرية الذين قتلوا أو ماتوا متأثرين بجروحهم أثناء حرب القرم.
قام برسم اللوحات الفنان الشهير أكيم كورنييف، والرسم الزخرفي للجدران والقبو قام به الفنان السويسري رافائيل إيسيلي، والأعمال الرخامية (واجهة الأعمدة والحاجز الأيقوني والجوقات) قام بها النحات الإيطالي فينسينزو بوناني.
أصبحت كاتدرائية القديس فلاديمير في هندستها المعمارية وديكورها الداخلي الأنيق واحدة من أجمل المباني وأكثرها شهرة في مدينة سيفاستوبول.

## معرض صور

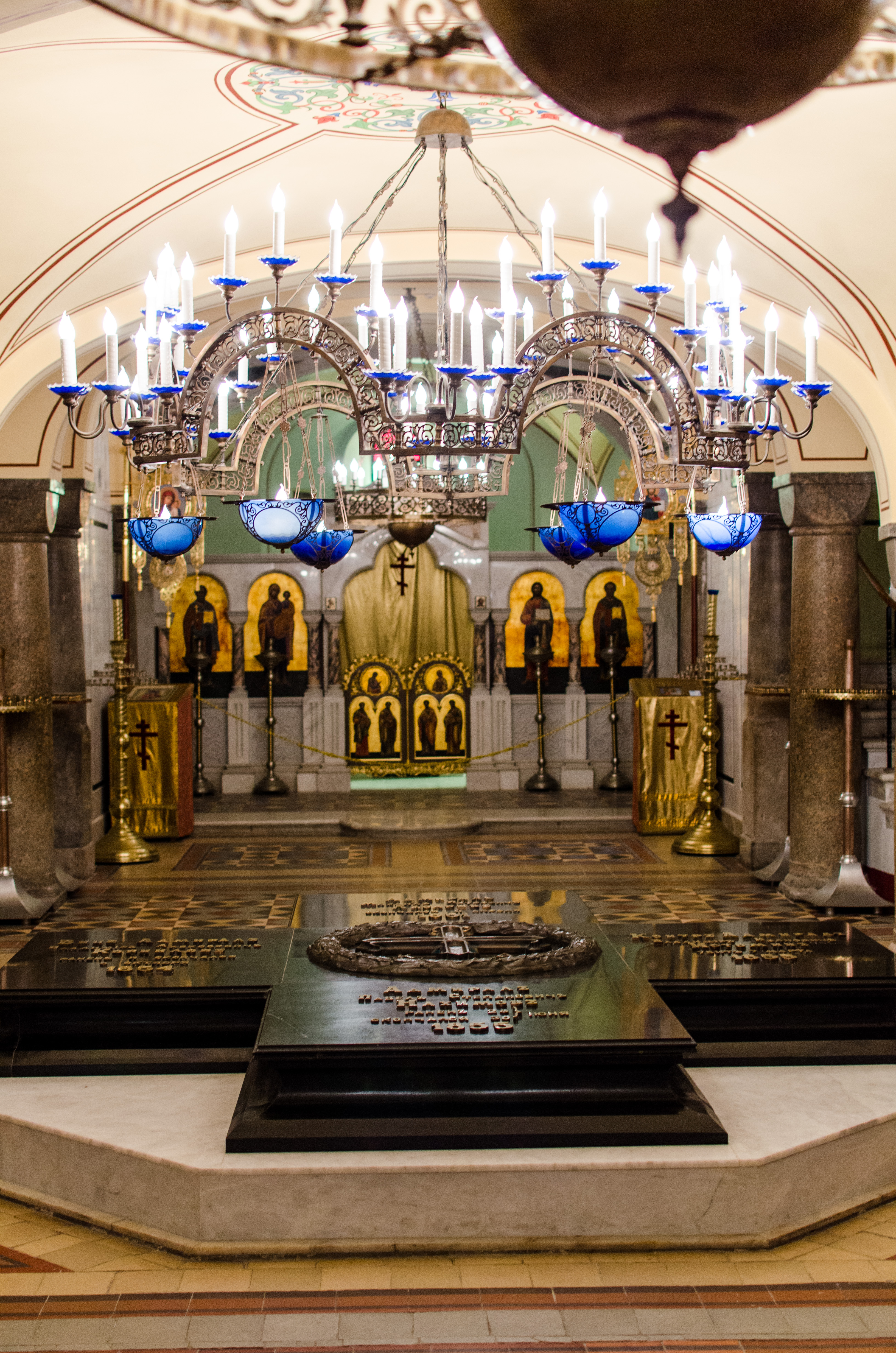
صليب مُزيّن للأدميرالات الأربعة

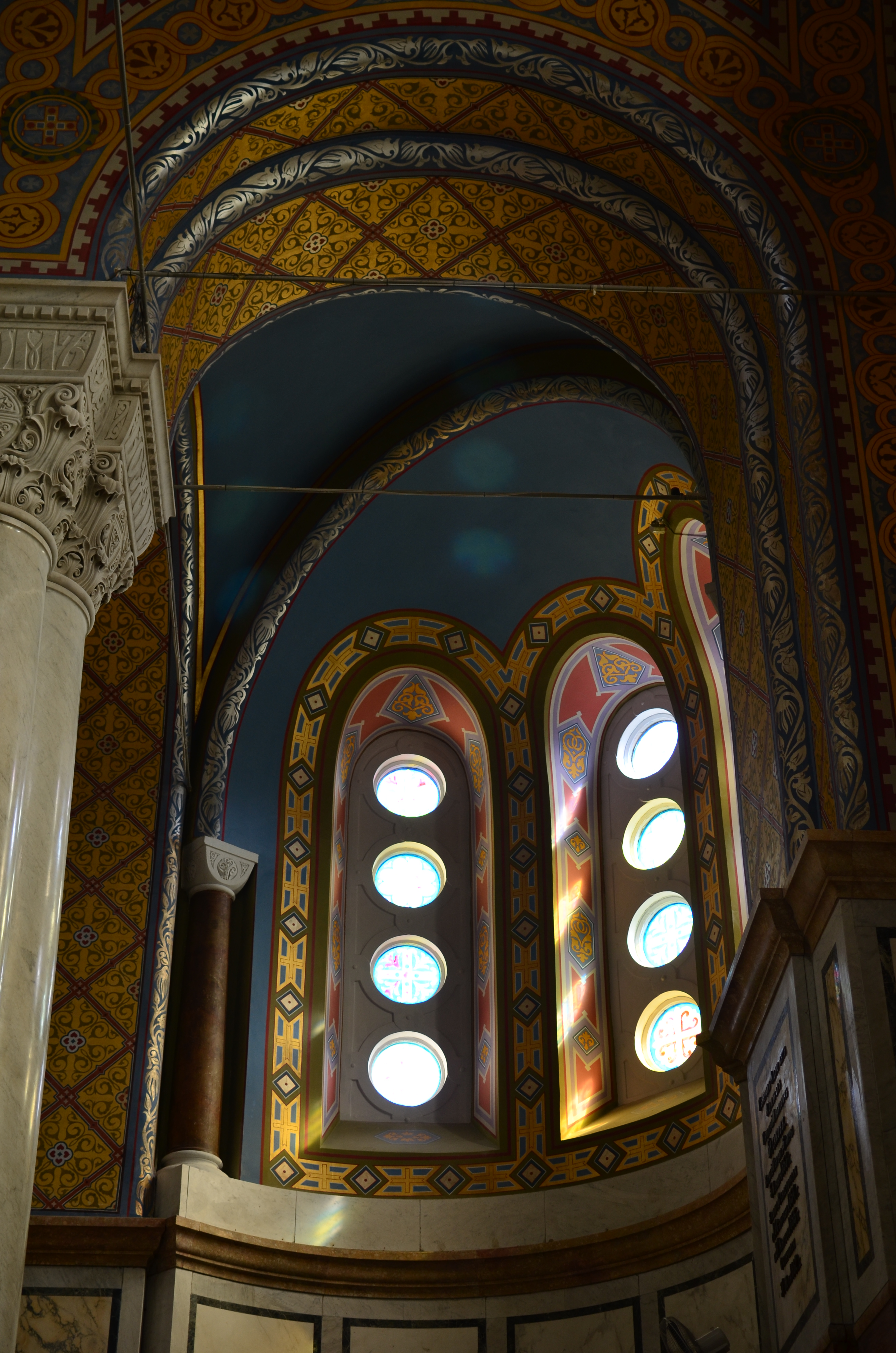
المعبد العلوي

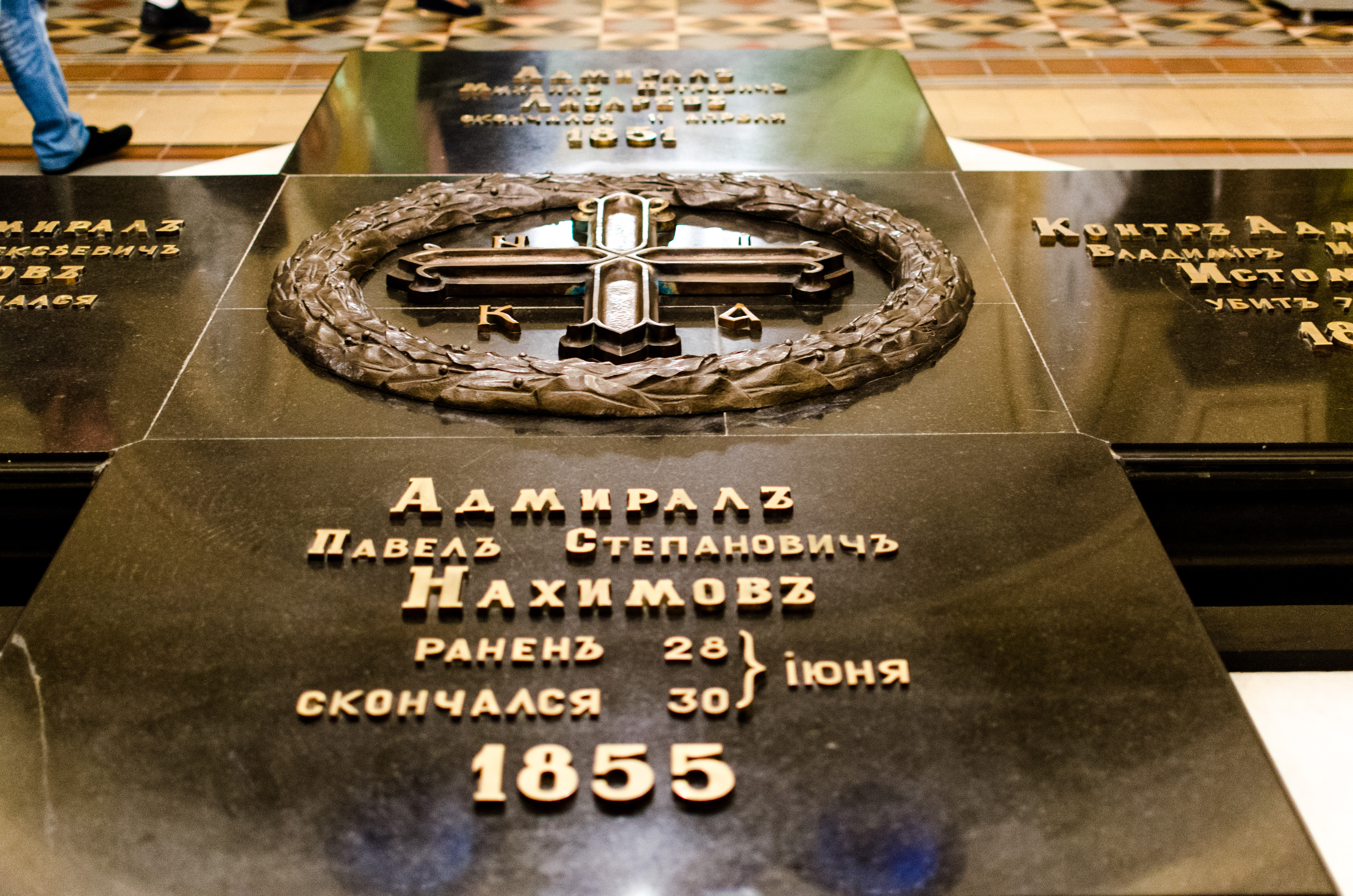

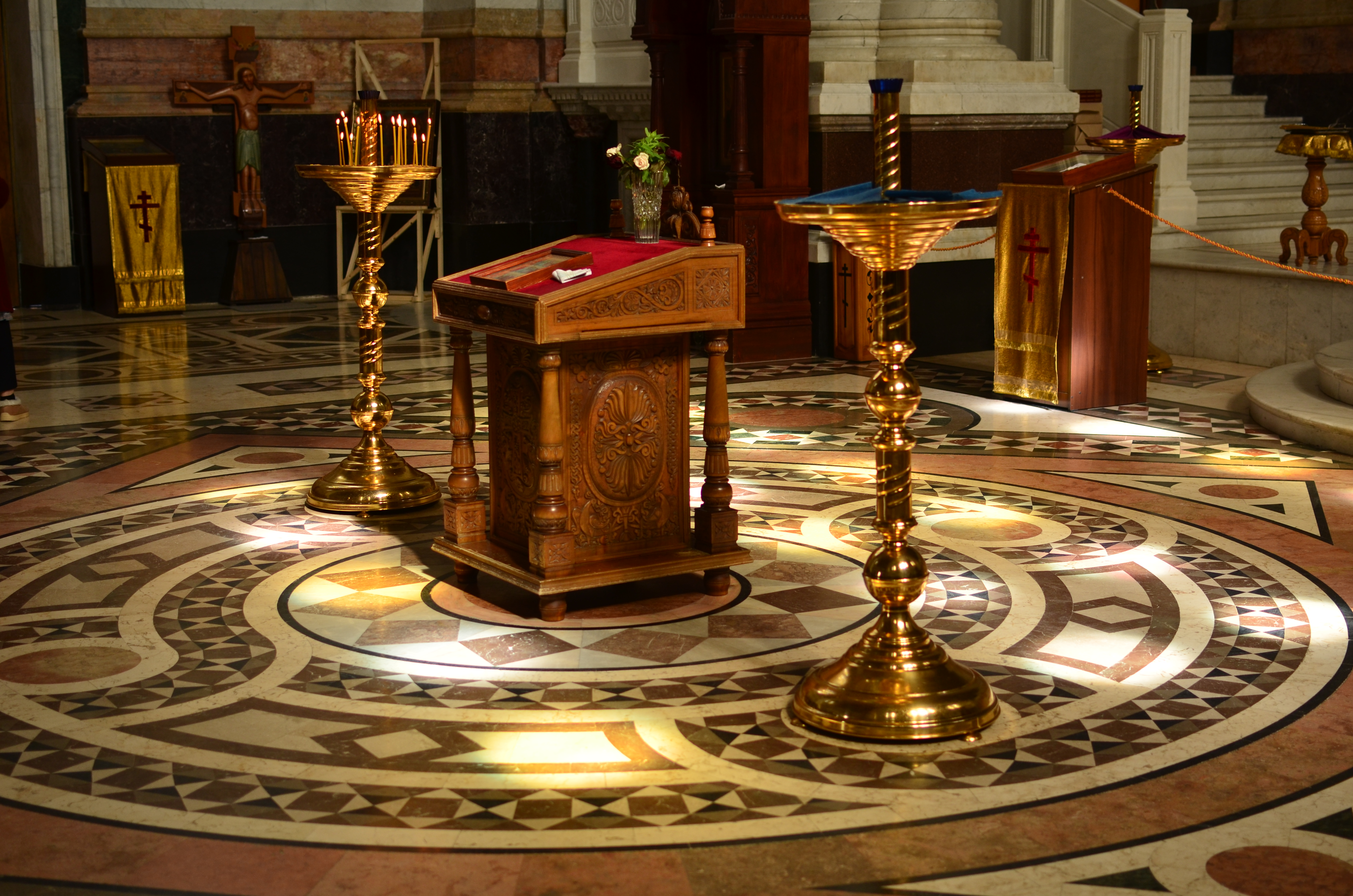

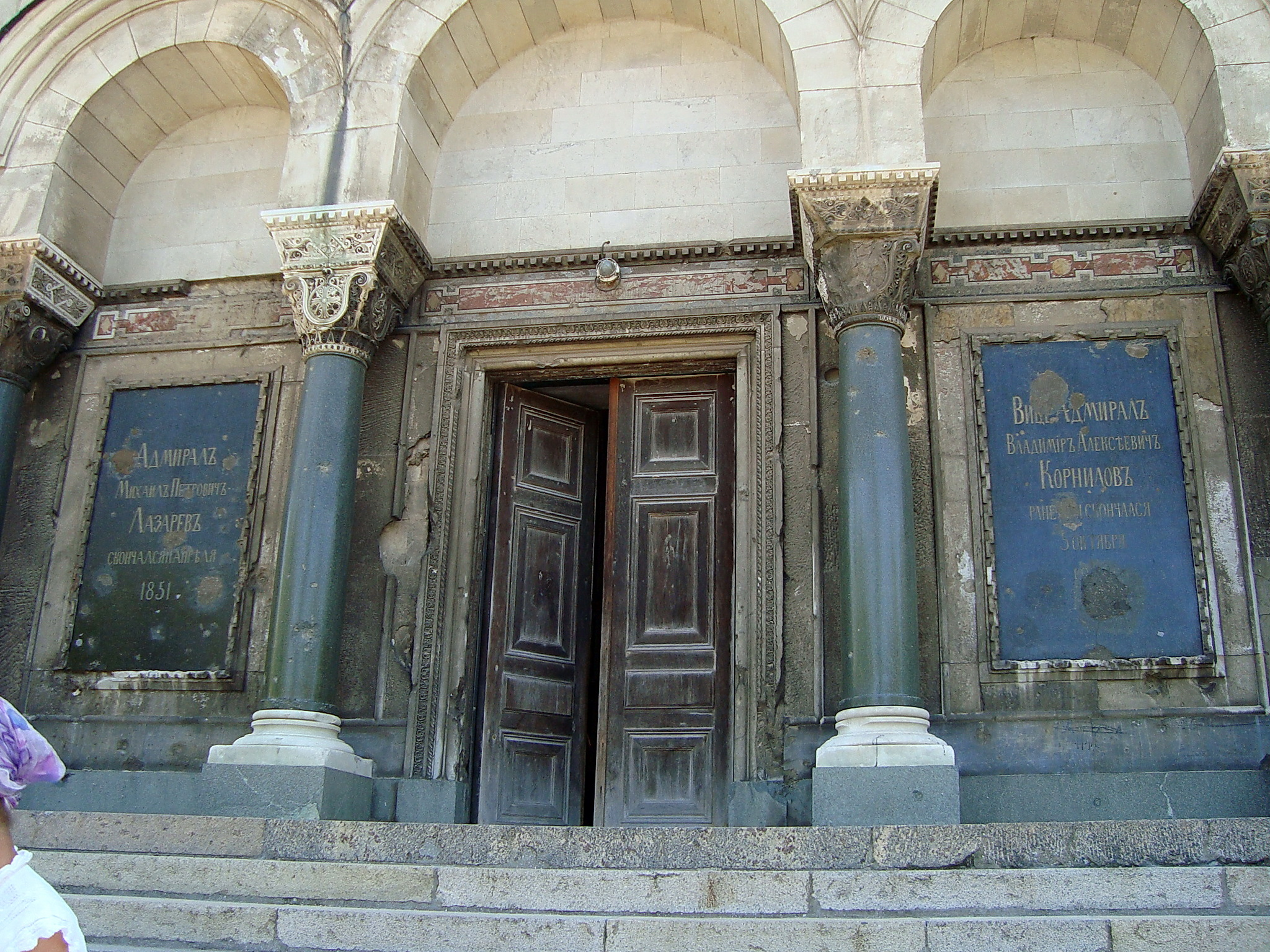

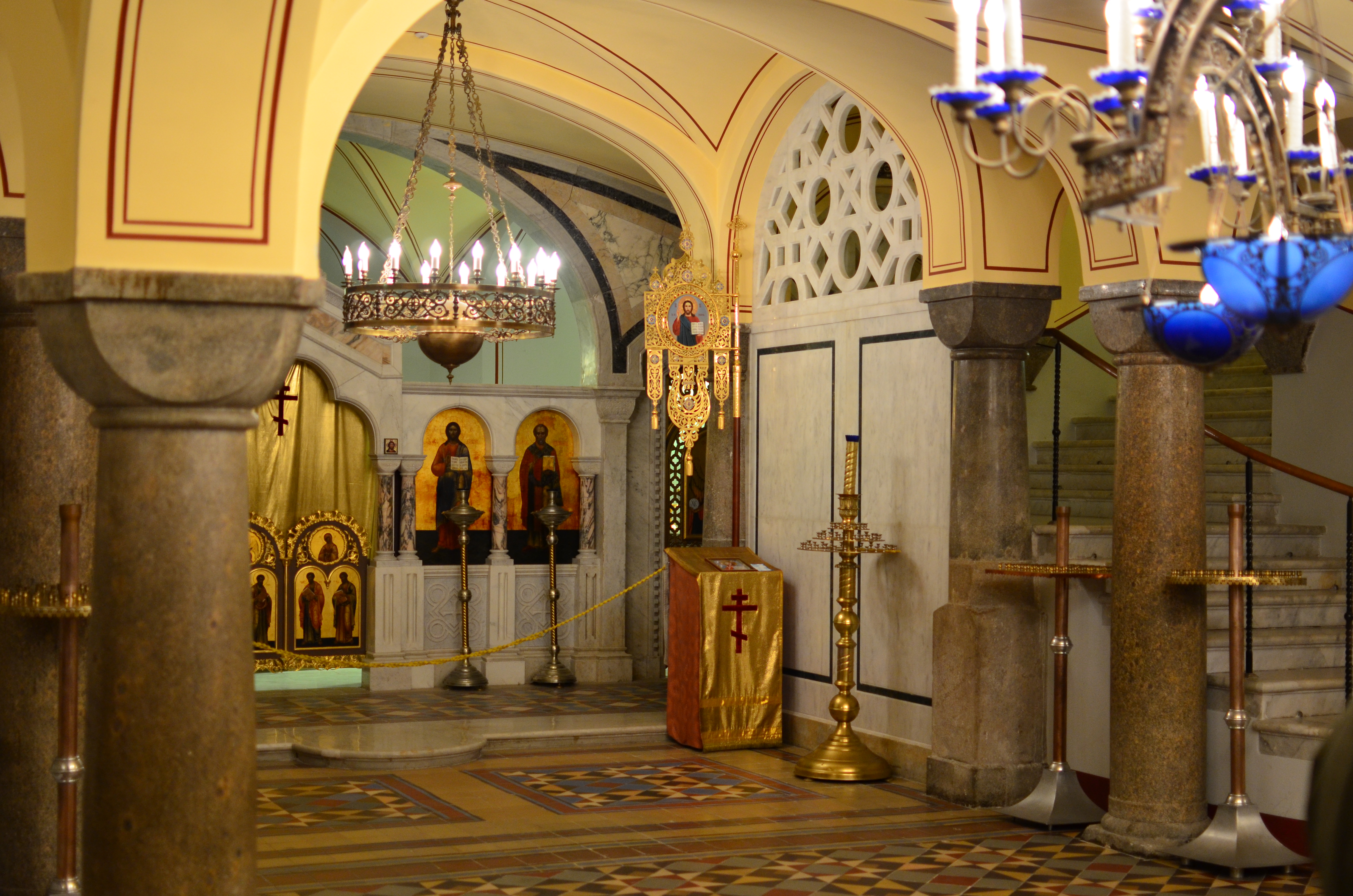
المعبد السفلي

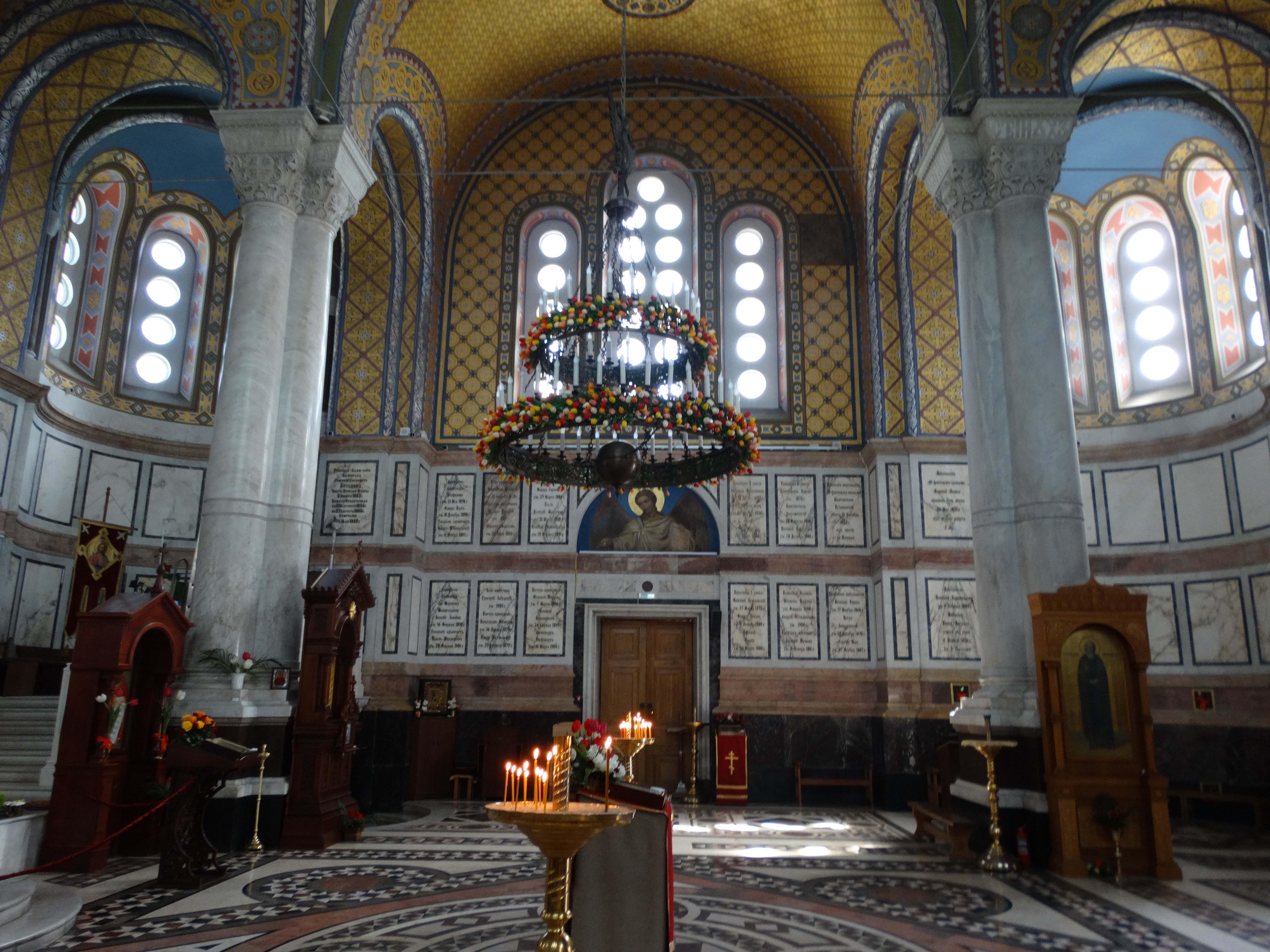
المعبد العلوي

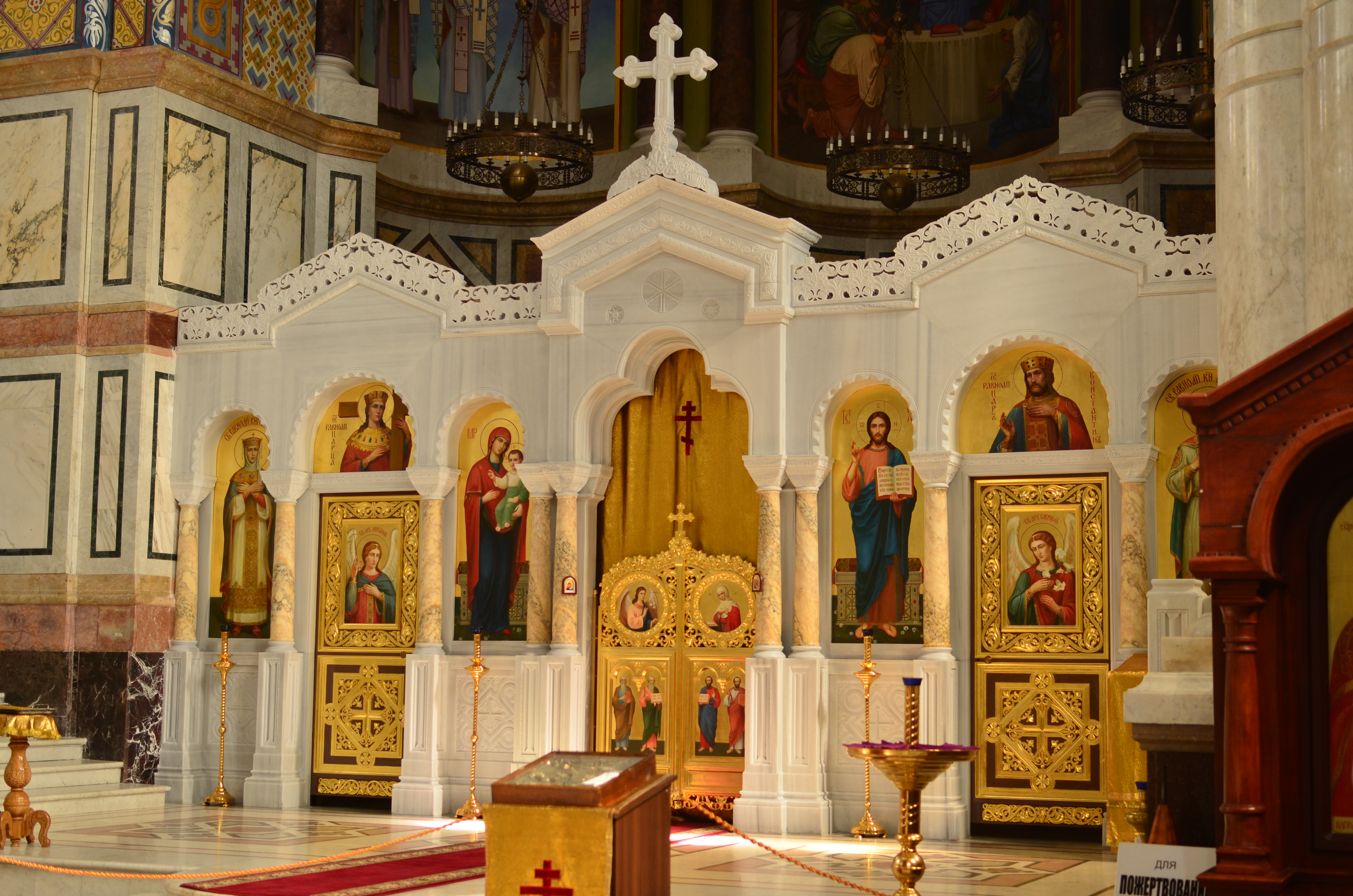

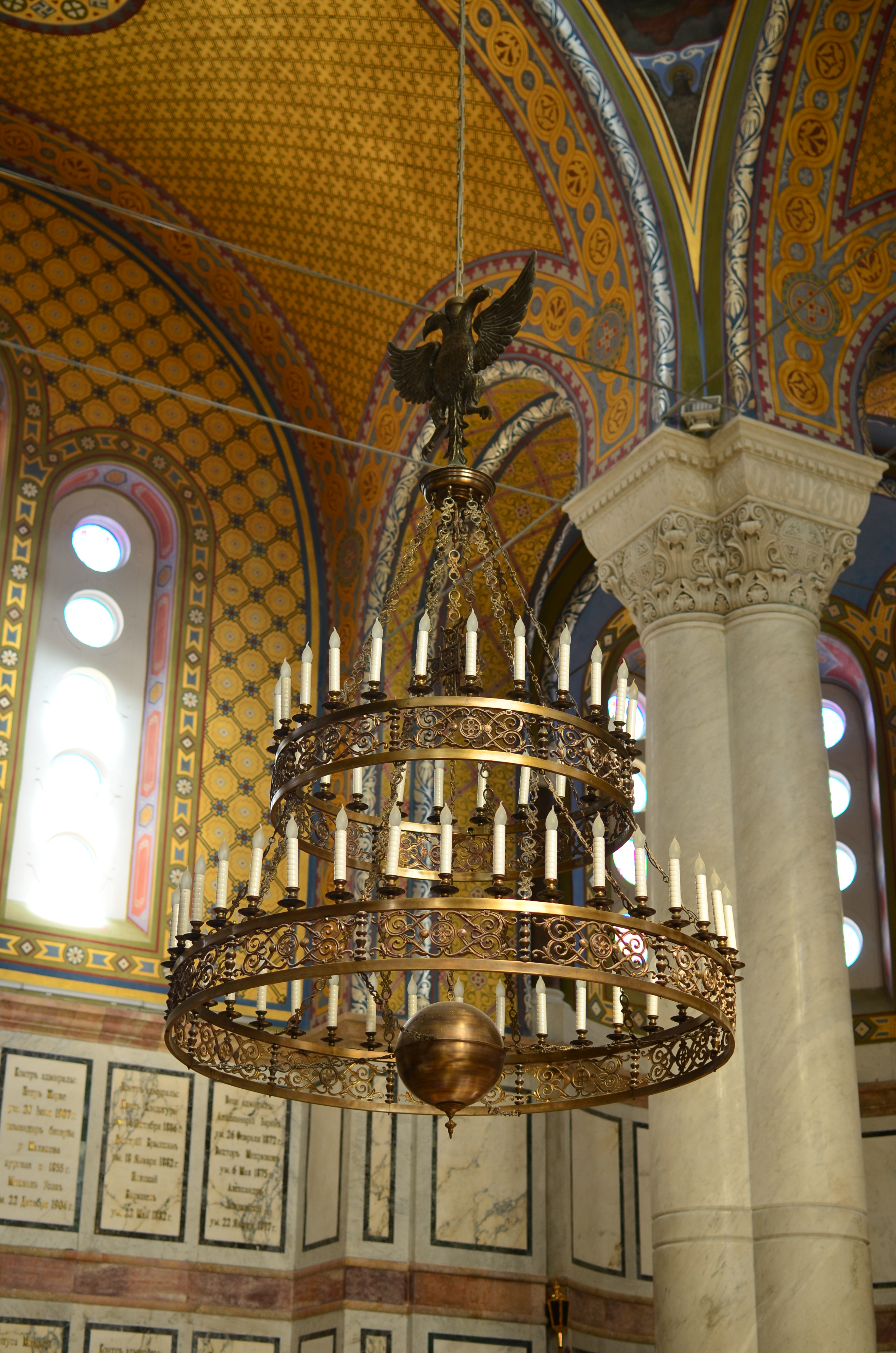

## روابط خارجية
معلومات عن كاتدرائية القديس فلاديمير
كاتدرائية القديس فلاديمير في فايند أغريف (العثور على قبر)